# Wallhausen (Baden-Württemberg)
Wallhausen è un comune tedesco di 3 788 abitanti, situato nel land del Baden-Württemberg.